# Джамалуддин Казикумухский
Саййид Джамалуддин аль-Хусайни аль-Кибуди аль-Газигумуки ад-Дагистани, известный как Джамалуддин Кази-Кумухский (лак. Жамалуттин Гъази-Гъумучиял; 1788 или 1792, Кумух — 1866, Стамбул) — дагестанский духовный и общественный деятель, учёный, шейх накшбандийского тариката, учитель имама Шамиля.

## Биография
Родился в 1788 или 1792 году в Кумухе (ныне Лакского района Дагестана). Получил образование в ряде аулов Северного Кавказа, а затем в Османской империи. Знал ряд языков Дагестана, а также арабский, персидский и тюркский язык. Хорошо разбирался в арабской литературе, античной и мусульманской философии, фихке и исламской этике. В молодости служил делопроизводителем Аслан-хана Казикумухского.
Сын Джамалуддина Абдуррахмантак рассказывал о своём отце: «Джемалэддин-Гусейн был родом из Казикумуха. В первой своей молодости он служил при бывшем казикумухском хане Аслан-хане в качестве письмоводителя. Но вскоре отказался от государственной службы, целиком посвятив себя научным занятиям и служению идеям суфизма, проводя время в Кумухе, «в уединении, занимаясь молитвами и направлением посетителей его на путь истины». Он раздал людям все свои богатство и объявил хану, что отказывается от должности секретаря. Ибо он не желает быть помощником предателя, который распространяет грехи и злодеяния.
Большую роль в формировании духовных интересов Джамалуддина Казикумухского сыграло его знакомство с идеологом национально-освободительного движения горцев XIX века Мухаммадом Ярагским. В 1824 году Джамалуддин Казикумухский получил от него разрешение на наставничество (иджаза) накшбандийского тариката. Имя Джамалуддина Казикумухского было широко известно в исламском мире, фигурирует во многих научных справочниках о видных деятелях суфизма.
Через шейха Казикумухского в тарикат вошли имамы Дагестана и Чечни Гази-Мухаммад и Шамиль. Шейх Джамалуддин был членом Дивана Имамата и пользовался непререкаемым авторитетом у имамов. Шамиль часто обращался к своему наставнику за советом по вопросам государственного правления, международных отношений и фикха.
Сыновья Джамалуддина Казикумухского, Абдуррахман и Абдуррахим, были женаты на дочерях Шамиля Нафисат и Фатимат. Дочь Джамалуддина Загидат была женой имама Шамиля.

Сыновья Абдурахим и Абдурахман. 1860 год

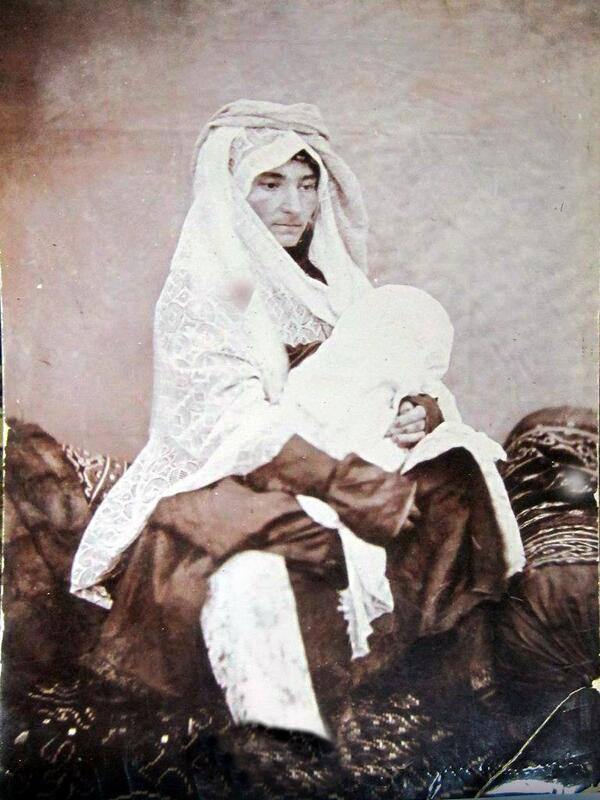
Дочь Джамалудина Загидат со своим сыном Мухаммад-Камилем. Калуга, 1860-е гг.

В 1862 году, после падения Имамата, переселился в Стамбул. Умер в 1866 году в Стамбуле. Похоронен на кладбище Караджаахмет. 41°00′33″ с. ш. 29°01′21″ в. д.

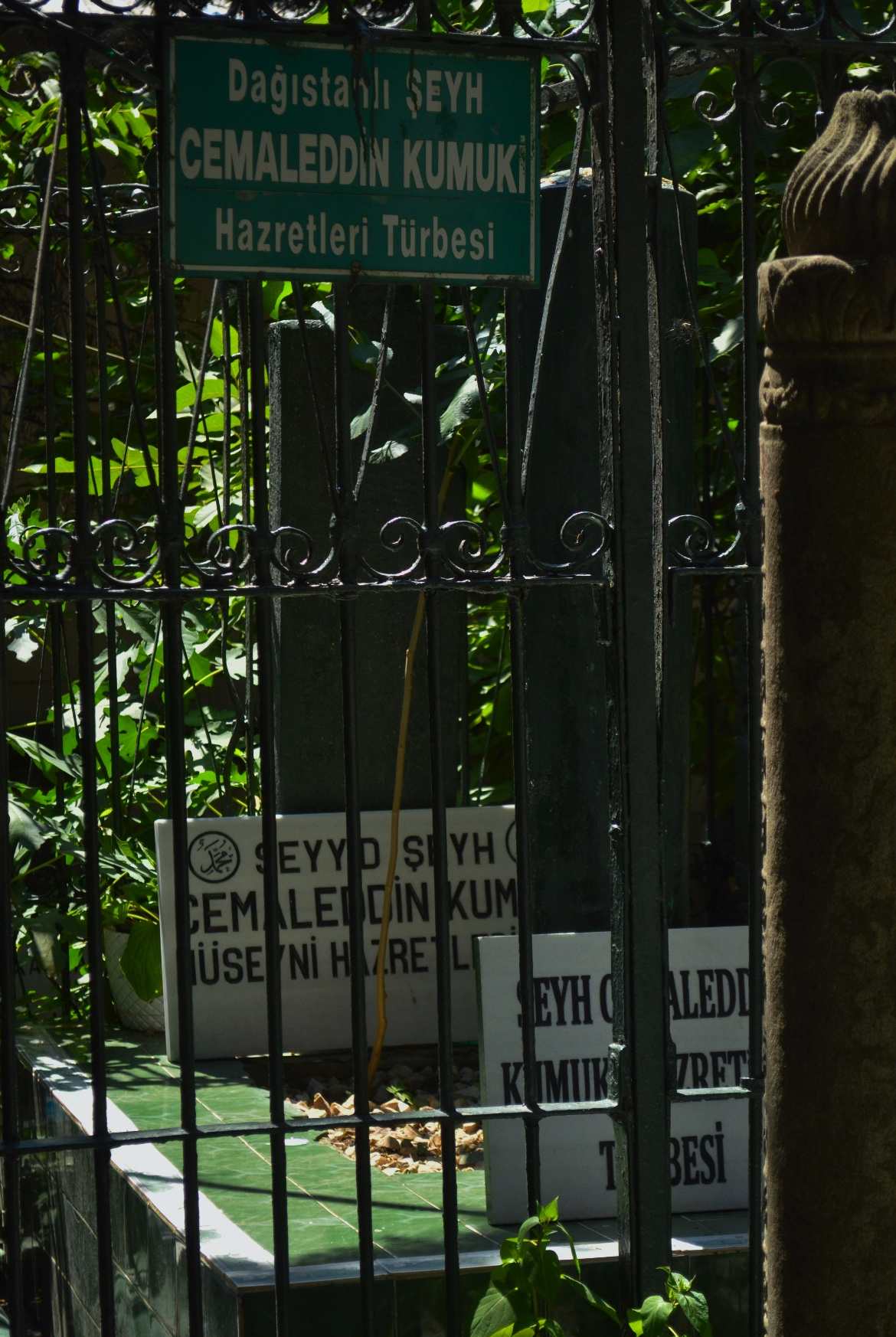
Могила шейха в Стамбуле
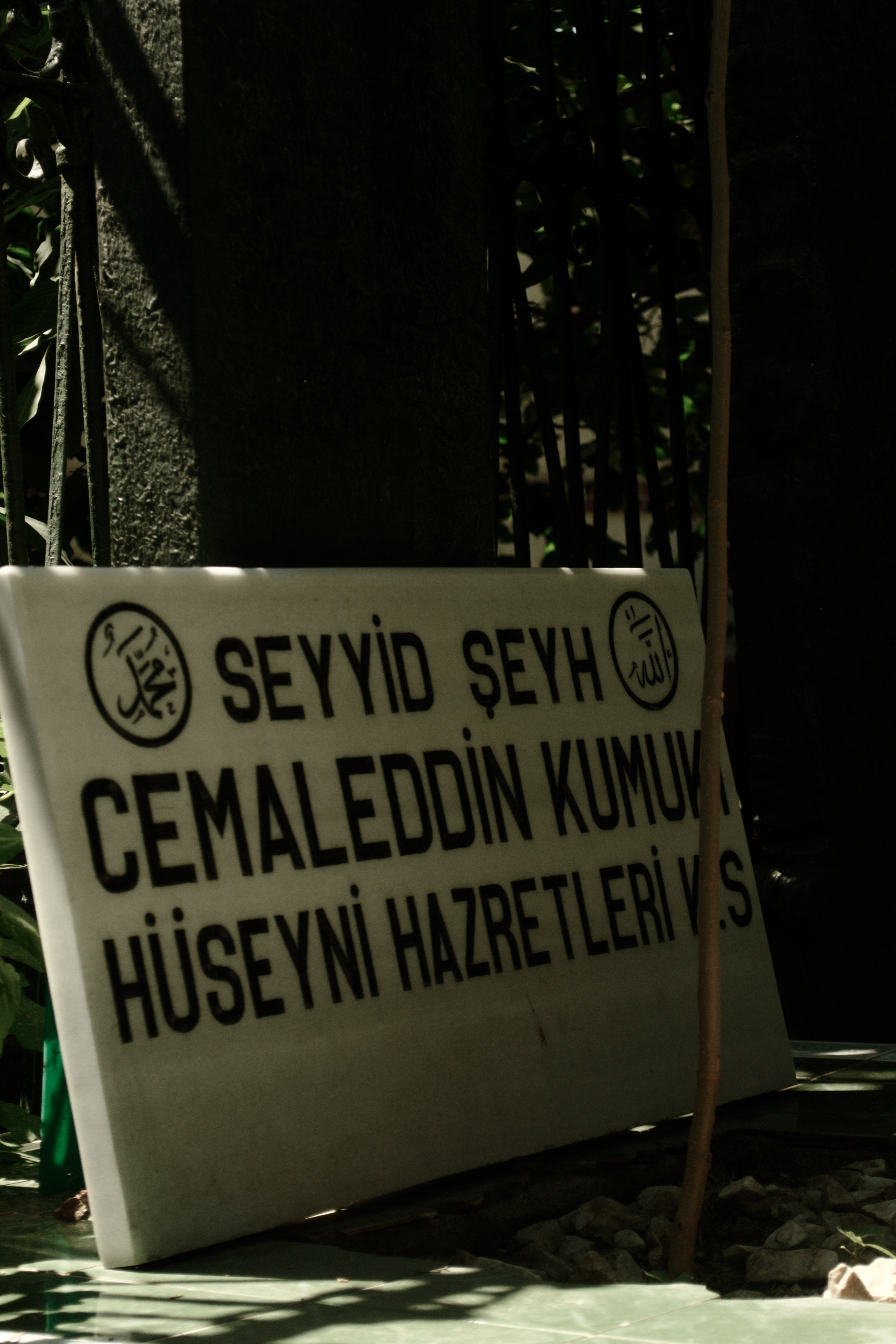
Эпитафия

## Труды
Джамалуддин Казикумухский известен и как автор нескольких сочинений. Самое известное из них: «ал-Адаб ал-мурдиййат фи-т-тарикат ан-накшбандиййат» («Удовлетворительные правила в накшбандийском тарикате»). Этот трактат по теории и практике накшбандийского тариката издавался неоднократно (Порт-Петровск, 1905; Темир-Хан-Шура, 1908; Оксфорд, 1986). Перевод на русский язык (свободное изложение материала) также издавался в Тифлисе в 1869 году, а перепечатка была осуществлена в Оксфорде в 1986 году.
Труде под названием «Талиф аш-шайх аль-камиль аль-муршид Джамалу-д-дин» («Сочинение совершенного шайха муршида Джамалуддина») или «Кифай ат аль-авам» («Достаточное для народа»), построенный в форме вопросов и ответов, посвящён доступному изложению основ мусульманской религии (усуль ад-дин), правилам совершения молитвы, соблюдения поста, описанию внешности пророка Мухаммеда и его образа жизни.
Третье известное произведение — «аль-Каул ас-садид фи джаваб рисалат Саид ли-ш-шайх аль-муршид Джамалу-д-дин» («Здравое слово в ответ на послание Саида шайха муршида Джамулуддина»).

### Публикации
- Джамаладдин ал-Гумуки. Ал-Адаб ал-мурдийа (ар.). — Темир-Хан-Шура, 1908.
- Джамаладдин ад-Дагестани ал-Газигумуки. Ал-Адаб ал-мурдийа (ар.). — Петровск, 1905.
- Джемаледдин Казикумухский. Ал-Адаб ал-марзийа. Накшбандийский тарикат (англ.). — Оксфорд, 1986.
- Джемалэддин Казикумухский. Адабуль Марзия // Сборник сведений о кавказских горцах. — Тифлис, 1869. — Вып. 2.